# Droga krajowa 83
Die Droga krajowa 83 (DK83) ist eine Landesstraße in Polen. Sie zweigt in Turek von der DK 72 in südöstlicher Richtung ab und verläuft über Dobra und in der Folge in südlicher Richtung am westlichen Ufer des zum Jezioro Jeziorsko aufgestauten Flusses Warthe nach Warta  und von dort aus südsüdöstlich nach Sieradz, wo sie in die DK12 mündet.
Die Länge der Straße beträgt rund 55 Kilometer.

## Wichtige Ortschaften an der Strecke
Woiwodschaft Großpolen (województwo wielkopolskie):
- Turek (DK72)
- Dobra

Woiwodschaft Łódź (województwo łódzkie):
- Warta
- Sieradz (DK12)